# Die Bacchantinnen
Die Bacchantinnen (Originaltitel: Le baccanti) ist ein mythologischer Antikfilm aus dem Jahr 1961, der in italienisch-französischer Koproduktion entstand. Der Titel bezieht sich auf die Tragödie Die Bakchen des griechischen Dichters Euripides. Das Werk ist auch als Dionysos und die Bacchantinnen bekannt.

## Inhalt
Theben wird von einer schrecklichen Dürre heimgesucht, da die Einwohner nicht mehr dem Dionysos huldigen. Der Seher Teiresias führt das auf den Zorn des Dionysos zurück, dem König Pentheos seinen ihm zustehenden Tribut verweigert. Die Regierenden beschließen, eine ihnen politisch unangenehme junge Dame, Manto, als Menschenopfer zur Versöhnung einzusetzen. Deren Geliebter ist Lacdamos, der als Sklave sein Dasein fristet, tatsächlich aber – ihm selbst unbekannt – der rechtmäßige König ist, denn Pentheos ist ein Usurpator. Um seine Geliebte zu retten, bittet Lacdamos Dirce, die Verlobte des Tyrannen, um Hilfe. Ihre Bitte um Gnade wird von Dionysos erhört: Er selbst kommt in Menschengestalt nach Theben, bezirzt die Damenwelt, setzt seine göttlichen Kräfte ein und spinnt die Fäden so, dass das Volk gegen die Herrscher aufbegehrt. Pentheos' Truppen haben gegen die Bacchantinnen keine Chance. Dionysos wird wieder als Person der Verehrung installiert, und somit regnet es wieder. Er kehrt zurück in den Olymp; in Theben werden Lacdamos und Manto herrschen.

## Kritik
„Das Ganze als handfesten Kitsch zu bezeichnen, wäre eine unstatthafte Schmeichelei.“

„Italienischer "Historienfilm", dessen Albernheiten durch die Berufung auf Euripides nicht eben origineller werden.“

## Synchronisation
- Pierre Brice: Rainer Brandt
- Akim Tamiroff: Eduard Wandrey
- Gérard Landry: Otto Czarski

## Veröffentlichung
Die Bacchantinnen hatte am 2. März 1961 seine italienische Premiere. Die bundesdeutsche Erstaufführung fand am 27. September 1963 statt. In der DDR wurde der Film erstmals am 14. März 1984 auf DFF 2 im Fernsehen der DDR gezeigt.